# Gonostegia parvifolia
Gonostegia parvifolia là loài thực vật có hoa trong họ Tầm ma. Loài này được (Wight) Miq. mô tả khoa học đầu tiên năm 1869.